# HFC EDO in het seizoen 1970/71
Het seizoen 1970/1971 was het 17e en laatste jaar in het bestaan van de Haarlemse betaaldvoetbalclub EDO. De club kwam uit in de Tweede divisie en eindigde daarin op de 16e plaats. Tevens deed de club mee aan het toernooi om de KNVB beker, hierin werd in de eerste ronde verloren van SC Cambuur (1–3). Na het seizoen werd duidelijk dat bij de sanering van het betaald voetbal in Nederland er een aantal clubs noodgedwongen moesten verdwijnen naar de amateurs. EDO was op basis van de criteria (gemiddelde van het aantal betalende toeschouwers over de afgelopen vijf jaar) van de KNVB een van de elf clubs die moesten verdwijnen uit het betaald voetbal. De club werd opnieuw ingedeeld in de tweede klasse amateurs.

## Wedstrijdstatistieken

### Tweede divisie
|       | AGOVV | Baronie | SC Drente | Eindhoven | Fortuna | Gooiland | Hermes DVS | Limburgia | NOAD  | PEC   | RBC   | RCH   | Roda JC | De Volewijckers | FC VVV | ZFC   |
| ----- | ----- | ------- | --------- | --------- | ------- | -------- | ---------- | --------- | ----- | ----- | ----- | ----- | ------- | --------------- | ------ | ----- |
| Thuis | 0 – 2 | 2 – 0   | 1 – 0     | 0 – 0     | 2 – 4   | 1 – 1    | 0 – 4      | 0 – 0     | 1 – 3 | 1 – 1 | 3 – 0 | 1 – 1 | 1 – 0   | 0 – 2           | 0 – 3  | 2 – 3 |
| Uit   | 2 – 1 | 1 – 1   | 1 – 2     | 1 – 0     | 2 – 1   | 0 – 1    | 3 – 0      | 2 – 0     | 3 – 0 | 5 – 2 | 2 – 2 | 3 – 1 | 1 – 0   | 2 – 0           | 3 – 1  | 4 – 1 |

### KNVB beker
| 1e ronde                                                           | SC Cambuur                                         | 3 – 1 (2 – 0) | EDO                |
| 16 augustus 1970 Plaats: Leeuwarden Gemeentelijk Sportpark Cambuur | Pier Alma 24' Gerard Lippold 40' Koko Hoekstra 72' |               | 57' Theo Koenekoop |

## Statistieken EDO 1970/1971

### Eindstand EDO in de Nederlandse Tweede divisie 1970 / 1971
| Stand | Gespeeld | Gewonnen | Gelijk | Verloren | Punten | Doelpunten voor | Doelpunten tegen |
| ----- | -------- | -------- | ------ | -------- | ------ | --------------- | ---------------- |
| 15e   | 32       | 6        | 7      | 19       | 19     | 28              | 59               |

### Topscorers
| #      | Naam              | Goal |
| ------ | ----------------- | ---- |
| 1.     | Wim van Polanen   | 10   |
| 2.     | Herman Kamoen     | 7    |
| 3.     | Ferry Kock        | 4    |
| 4.     | Theo Blüm         | 2    |
| 5.     | Johan Engelsma    | 1    |
| 5.     | Theo Koenekoop    | 1    |
| 5.     | Reint Laan        | 1    |
| 5.     | Leo van der Lubbe | 1    |
| 5.     | Dirk de Ruiter    | 1    |
| Totaal | Totaal            | 43   |

| #      | Naam           | Goal |
| ------ | -------------- | ---- |
| 1.     | Theo Koenekoop | 1    |
| Totaal | Totaal         | 1    |

## Voetnoten
AGOVV · Baronie · SC Drente · EDO · Eindhoven · Fortuna · Gooiland · Hermes DVS · Limburgia · NOAD · PEC · RBC · RCH · Roda JC · De Volewijckers · FC VVV · ZFC